# Megali Idea

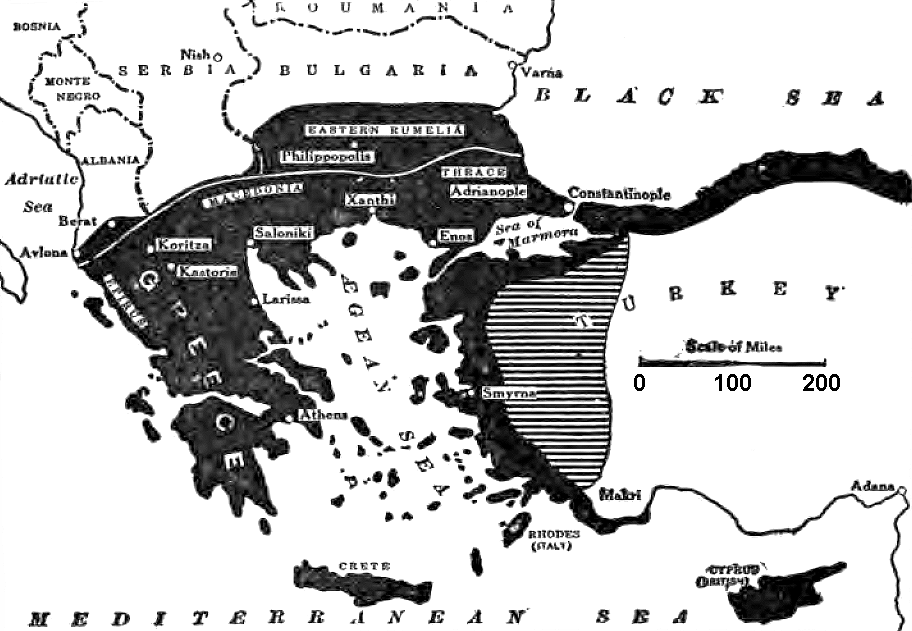
Gebieden die Griekenland na het Verdrag van Sèvres wilde aanhechten

Megali Idea (Grieks: Μεγάλη Ιδέα) betekent letterlijk het Grote Idee. Megali Idea is de term die wordt gebruikt om de visie van een Helleens rijk te omschrijven dat zich uitstrekt over twee werelddelen en vijf zeeën en alle door etnische Grieken bewoonde gebieden omvat.
Voor 1922 betekende dit:
- Het huidige Griekenland, inclusief alle eilanden;
- Oost-Thracië, inclusief Istanboel, dat onder de naam Constantinopel Athene als hoofdstad moest vervangen;
- De Egeïsche eilanden Imbros en Tenedos;
- Delen van Anatolië;
- Cyprus;
- Zuid-Albanië;
- Macedonië.

Deze gebieden moesten middels enosis (aansluiting) bij Griekenland worden gevoegd. 
De Megali Idea bestond al vanaf de eerste dromen over een onafhankelijk Griekenland. Toen deze staat in 1830 gerealiseerd was, woonden er meer Grieken buiten dan binnen de grenzen, en was uitbreiding en enosis dus een belangrijk thema. Griekenland trachtte het grondgebied voortdurend te vergroten, aanvankelijk via diplomatieke druk en indirecte steun aan opstandelingen, later via directe militaire confrontaties met het Ottomaanse Rijk en Bulgarije.
Dit streven stond echter haaks op het verlangen van de grootmachten naar stabiliteit en continuïteit in de regio. Toch wisten de Grieken achtereenvolgens de Ionische eilanden, Thessalië, Kreta, Macedonië en West-Thracië aan hun land toe te voegen. In 1922 spatte de droom van de Megali Idea bloedig uiteen na een mislukte oorlog tegen Turkije. 
In 1974 trachtte het kolonelsregime enosis van Cyprus tot stand te brengen, maar dit leidde tot een invasie en bezetting van Noord-Cyprus door Turkse troepen en uiteindelijk tot het einde van de dictatuur in Griekenland. Sinds Griekenland bij de EU is aangesloten, is de Megali Idea taboe geworden.

## Griekse pogingen tot gebiedsuitbreiding

### 1830: Griekse Onafhankelijkheid
Toen de Griekse staat na de Griekse Onafhankelijkheidsoorlog gesticht werd in 1830, omvatte deze voornamelijk de Peloponnesos en Attica, en daarmee maar een klein deel van alle Grieken. Er woonden er meer Grieken buiten dan binnen de grenzen. Deze staat werd bovendien geplaagd door instabiliteit, burgeroorlogen en een zwakke economie. Gebiedsuitbreiding was een belangrijk punt in de Griekse nationale politiek, hoewel Griekenland in de 19e eeuw absoluut niet in staat was deze met militaire middelen te realiseren. Het volgende citaat illustreert de gevoelens achter het Megali Idea tijdens de 19e eeuw:
"Het koninkrijk Griekenland is niet Griekenland; het is slechts een deel; het kleinste armste deel van Griekenland. De Griek is niet slechts iemand die in het koninkrijk woont, maar ook de bewoner van Ioannina, Thessaloniki, Serres of Adrianopolis of Constantinopel of Trebizonde of Kreta of Samos of welke andere regio dan ook die behoort tot de Griekse geschiedenis of het Griekse ras. Er bestaan twee grote centra van Hellenisme. Athene is de hoofdstad van het koninkrijk. Constantinopel is de grote hoofdstad, de droom en hoop van alle Grieken."
(Kolettis voor de Nationale Assemblee, januari 1844)

### 1864: de Ionische Eilanden
In 1864 gingen Groot-Brittannië, Frankrijk en Rusland akkoord met de toetreding van de Verenigde Staten van de Ionische Eilanden, een republiek onder Brits protectoraat, tot Griekenland.

### 1881: Thessalië
In 1877 brak een oorlog uit tussen Rusland en het Ottomaanse Rijk. De Griekse bevolking koos massaal partij voor de Russen, maar de regering besefte dat Griekenland zich geen oorlog kon veroorloven. Het leger stelde weinig voor en bovendien kon de zwakke Griekse economie zich geen grote militaire uitgaven permitteren. Bovendien bestond er een kans dat Groot-Brittannië, voor Griekenland een beschermheer die het liever te vriend hield, ten gunste van Turkije zou interveniëren. Griekenland bleef dus neutraal, maar kreeg op het Congres van Berlijn in 1878 toch Thessalië en een deel van Epirus toegewezen, die in 1881 door Turkije werden afgestaan. De bevolking bleef morren, want men had op Kreta gehoopt.

### 1897: Kreta
In 1897 brak op Kreta een opstand uit tegen het Turkse gezag, die hardhandig werd onderdrukt. De Griekse regering liet zich tot een oorlog provoceren, opgezweept door de publieke opinie. Deze oorlog verliep zeer nadelig voor de Grieken. Op pijnlijke wijze werd duidelijk dat het land niet klaar was voor een moderne oorlog tegen een goedbewapende tegenstander. De grote mogendheden voorkwamen echter een grotere nederlaag voor Griekenland. Griekenland moest enige kleinere gebieden in Thessalië teruggeven, maar Kreta kreeg autonomie. Voor de Grieken was dit de eerste terugslag in het Megali Idea maar tevens een les: ze zouden de Balkanoorlogen beter voorbereid ingaan.

### 1912-13: deBalkanoorlogen
Griekenland bouwde voor de geplande revanche een beter en moderner leger op, ondanks de zware wissel die dit op de economie trok. Bovendien sloot het zich aan bij de Balkanalliantie: een bondgenootschap met Servië, Bulgarije en Montenegro dat onder Russische politieke druk tot stand was gekomen als tegengewicht tegen Oostenrijk-Hongarije, dat in 1908 zeer tegen de zin van Rusland Bosnië-Herzegovina had geannexeerd. De Balkanalliantie bereidde echter in het geheim een gecoördineerde aanval op het Ottomaanse Rijk voor. Dit leidde in 1912 tot de Eerste Balkanoorlog, die Griekenland Kreta, bijna alle Egeīsche eilanden, en een groot deel van Macedonië opleverde, waaronder Thessaloniki. De Tweede Balkanoorlog, waarin Griekenland, Servië, Montenegro, het Ottomaanse Rijk en Roemenië gezamenlijk Bulgarije bevochten uit onvrede over de gebiedswinsten van dit land, leverde de Grieken in 1913 ook een deel van West-Thracië op. Griekenland was zowel in oppervlakte als bevolking bijna verdubbeld.

### 1914-1918: de Eerste Wereldoorlog
Aanvankelijk was Griekenland neutraal, maar Venizelos was de motor achter verschillende gevallen van hulpverlening aan de geallieerden. Dit bracht hem in conflict met de koning. Voorbeelden daarvan waren het naar Korfoe laten uitwijken van Servische troepen, en de opbouw van het Saloniki-leger. De Bulgaren vielen hierop het land vanuit het noorden binnen, waardoor zich het Macedonische front vormde ondanks Griekenlands neutrale status. Venizelos vormde in augustus 1916 een tegenregering in Thessaloniki die door de geallieerden werd gesteund. Dit leidde tot een burgeroorlog die uiteindelijk in het voordeel van Venizelos werd beslist. Deze verklaarde de Centralen de oorlog. De oorlogsinspanning en een intensieve lobby met Britse steun op de Parijse vredesconferenties leverde de Grieken uiteindelijk Bulgaars Thracië en Oost-Thracië op, alsmede een bezettingszone rondom Izmir (Smyrna). Met de grens op enkele kilometers van Istanbul was 'dé stad' binnen handbereik.

### 1920-1923: deGrieks-Turkse Oorlog
De vrede van Sevres en daaropvolgende bezetting van delen van Turkije leidde echter tot een confrontatie met de Turkse nationalisten van Mustafa Kemal. Griekenland liet zich provoceren tot een uitputtende oorlog in Anatolië, en verloor uiteindelijk zowel militair als politiek het pleit. Oost-Thracië en Izmir/Smyrna dienden aan Turkije te worden teruggegeven, wat in de Vrede van Lausanne geformaliseerd werd. Het Megali Idea kreeg hiermee een flinke terugslag te verwerken.

### 1940-1945: de Tweede Wereldoorlog
Griekenland werd in 1940 in de Tweede Wereldoorlog meegesleept toen het fascistische Italië het vanuit bezet Albanië binnenviel. Hoewel deze slecht voorbereide aanval werd afgeslagen, werd Griekenland in 1941 uiteindelijk toch door Italië, Duitsland en Bulgarije onder de voet gelopen. In de vredesregeling na de oorlog moest Italië de Dodekanesos aan Griekenland afstaan. Dit zou de laatste Griekse gebiedsuitbreiding worden.

### 1974: Cyprus
Op Cyprus heerste al lang een atmosfeer van polarisatie, waarin Cypriotische Grieken en Turken al verscheidene malen met elkaar in botsing waren gekomen. De Grieken hoopten dat ze nu eindelijk aan de beurt waren voor enosis, aansluiting (van heel Cyprus) bij het Griekse moederland. De Turken wilden taksim, de opdeling van het eiland in een Grieks en een Turks deel. Complicatie was dat de Grieken en Turken niet in afgescheiden gebieden maar door elkaar woonden, en dat zowel enosis als taksim zouden betekenen dat mensen gedwongen zouden worden te verhuizen of te wonen in een land waarin ze niet wilden wonen.
In 1974 escaleerde dit, toen president Makarios in conflict kwam met het extreemrechtse Griekse kolonelsbewind. Dit bewind trachtte hem te vervangen door de ultranationalistische Nikos Sampson, wat een Turkse invasie uitlokte. Het noorden van Cyprus werd bezet en de Turken verdreven Grieken uit het gebied. Hun plaats werd ingenomen door gevluchte Turken uit de rest van Cyprus. Hoewel Noord-Cyprus slechts door Turkije wordt erkend en anno 2011 de bewoners zich weer vrijelijk over het hele eiland mogen verplaatsen, is het eiland de facto verdeeld. De Turken hebben voorlopig  taksim en daarmee hun zin gekregen.